# Teucrium fruticans
Il  camedrio femmina (Teucrium fruticans L., 1753) è una pianta arbustiva della famiglia delle Lamiacee, diffusa in Europa e Nord Africa.

## Etimologia
Il nome del genere (Teucrium) deriva da Teucro, mitico re di Troia figlio di Scamandro (divinità fluviale) e della Ninfa Idea, che secondo Plinio (Gaio Plinio Secondo nato a Como nel 23, e morto a Stabiae il 25 agosto 79, scrittore, ammiraglio e naturalista romano) per primo sperimentò le proprietà medicinali di alcuni vegetali (tra cui alcune piante del genere di questa voce). Dioscoride denominò queste piante dal greco “Teukrion”, ma è Linneo che riprese tale nome cambiandolo nel latino “Teucrium”. L'epiteto specifico (fruticans) significa "arbustivo, cespuglioso" ed è stato dato per il particolare portamento di questa specie.
l nome scientifico della specie è stato definito per la prima volta da Carl von Linné (1707 – 1778) biologo e scrittore svedese, considerato il padre della moderna classificazione scientifica degli organismi viventi, nella pubblicazione "Species Plantarum - 2: 563" del 1753.

## Descrizione

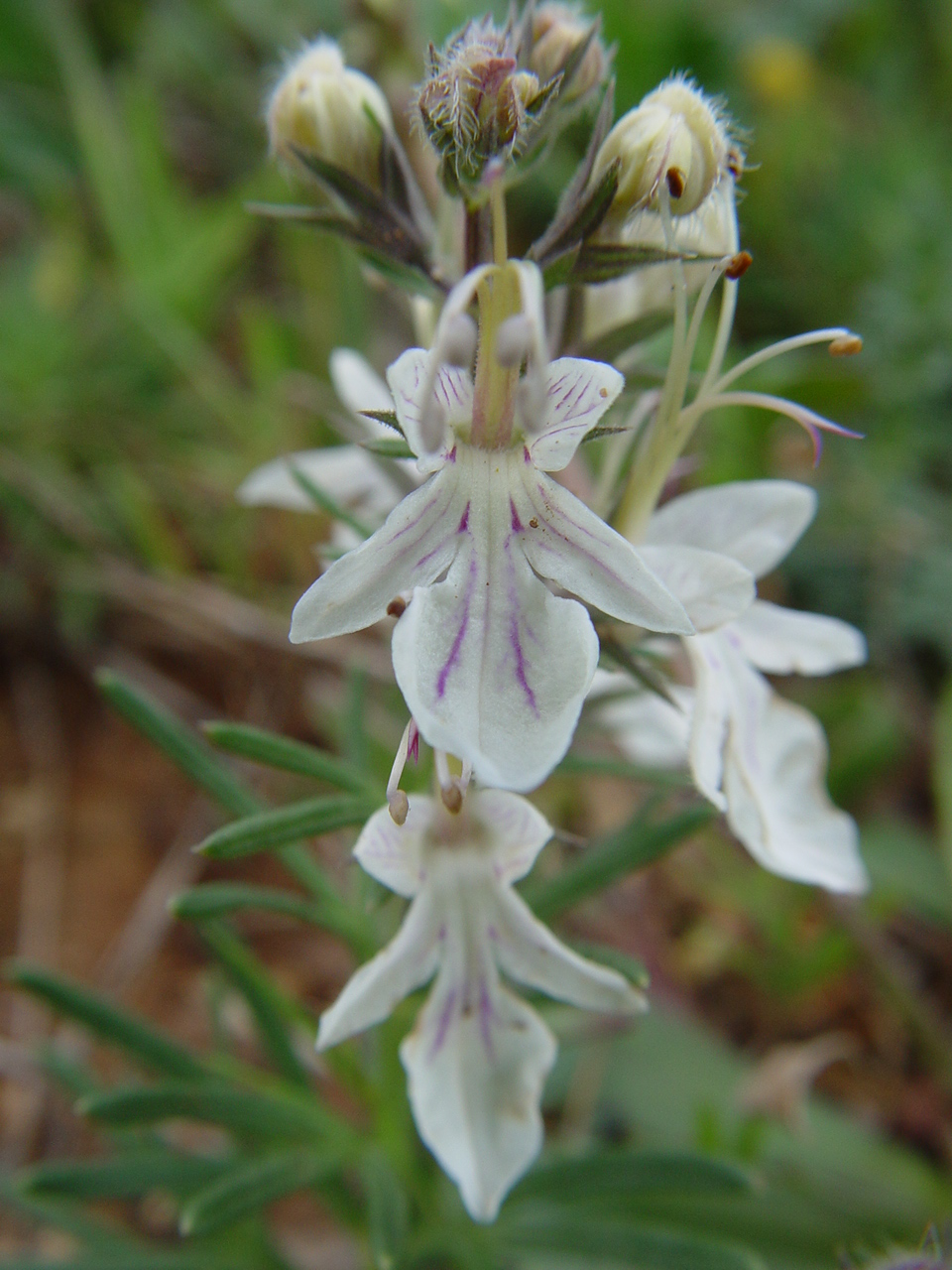
Il fiore

Queste piante raggiungono una altezza tra 5 e 12 dm (massimo 2 metri) con un aspetto tondeggiante. La forma biologica è nano-fanerofite (G rhiz), sono piante perenni e legnose, con gemme svernanti poste ad un'altezza dal suolo tra i 30 cm e i 2 metri. Tutta la pianta è amara e aromatica (sono presenti delle ghiandole contenenti oli eterici).

### Radici
Le radici sono di tipo fascicolato.

### Fusto
La parte aerea del fusto è eretta con sezione quadrangolare e dall'aspetto cenerino-tomentoso.

### Foglie
Le foglie lungo il caule sono disposte in modo opposto con forme da ellittiche o lanceolate a ovate, con bordi interi, lamina grigio-tomentosa nella parte abassiale e glabrescente e colorata di verde lucido nella parte adassiale. Hanno un corto picciolo. Dimensione delle foglie: larghezza 8 – 11 mm; lunghezza 30 – 40 mm.

### Infiorescenza
Le infiorescenze sono dei verticillastri sovrapposti formati da 2 fiori. Nell'infiorescenza sono presenti anche delle brattee simili alle foglie.

### Fiore
I fiori sono ermafroditi, zigomorfi, tetrameri (4-ciclici), ossia con quattro verticilli (calice – corolla - androceo – gineceo) e pentameri (5-meri: la corolla e il calice sono a 5 parti). Lunghezza del fiore: 15 – 25 mm.
- Formula fiorale: per la famiglia di questa pianta viene indicata la seguente formula fiorale:

X, K (5), [C (2+3), A 2+2] G (2), (supero), drupa
- Calice: il calice, più o meno attinomorfo, gamosepalo, è candido ma tomentoso. La parte basale è un tubo di 3 – 4 mm; quella terminale presenta 5 denti lunghi 5 mm.
- Corolla: la corolla è zigomorfa e gamopetala con un tubo di 4 mm. La forma è bilabiata con il labbro superiore ridotto a 2 denti di 5 mm di colore violetto pallido con venature viola; mentre quello inferiore (generalmente in posizione superiore - fiore resupinato) è eretto, più o meno trilobato, lungo 18 mm e colorato di azzurro-violetto. Non è presente un anello di peli all'interno della corolla. Lunghezza della corolla: 20 – 24 mm.
- Androceo: l'androceo possiede quattro stami didinami, due grandi e due piccoli tutti fertili. I filamenti, sono adnati alla corolla. Gli stami sono paralleli, diritti e incurvati all'innanzi e parzialmente sporgenti dal tubo corollino. Le antere sono biloculari, di colore giallastro, ed emergono completamente dalle fauci. Le teche sono del tipo divaricato e confluenti in una sola fessura di deiscenza). Il polline matura con proterandria (prima della ricettività dei rispettivi stigmi). I granuli pollinici sono del tipo tricolpato o esacolpato. Lunghezza degli stami: 20 mm.
- Gineceo: l'ovario è supero (o semi-infero) formato da due carpelli saldati (ovario bicarpellare) ed è 4-loculare per la presenza di falsi setti. La placentazione è assile. Gli ovuli sono 4 (uno per ogni presunto loculo), hanno un tegumento e sono tenuinucellati (con la nocella, stadio primordiale dell'ovulo, ridotta a poche cellule).[14] Lo stilo inserito alla base dell'ovario (stilo ginobasico) è del tipo filiforme ed è molto sporgente. Lo stigma è bifido a forma di lacinie uguali e divergenti. I nettarii sono molto ricchi di zucchero e sono disposti in circolo tutto intorno all'ovario in modo irregolare. Lunghezza dello stilo: 25 mm.
- Fioritura : da (febbraio) aprile a maggio (giugno).

### Frutti
Il frutto è uno schizocarpo composto da 4 acheni ovoidali (tetrachenio) racchiusi nel calice persistente.

## Riproduzione
- Impollinazione: l'impollinazione avviene tramite insetti (impollinazione entomogama).
- Riproduzione: la fecondazione avviene fondamentalmente tramite l'impollinazione dei fiori (vedi sopra).
- Dispersione: i semi cadendo a terra (dopo essere stati trasportati per alcuni metri dal vento – disseminazione anemocora) sono successivamente dispersi soprattutto da insetti tipo formiche (disseminazione mirmecoria).

## Distribuzione e habitat

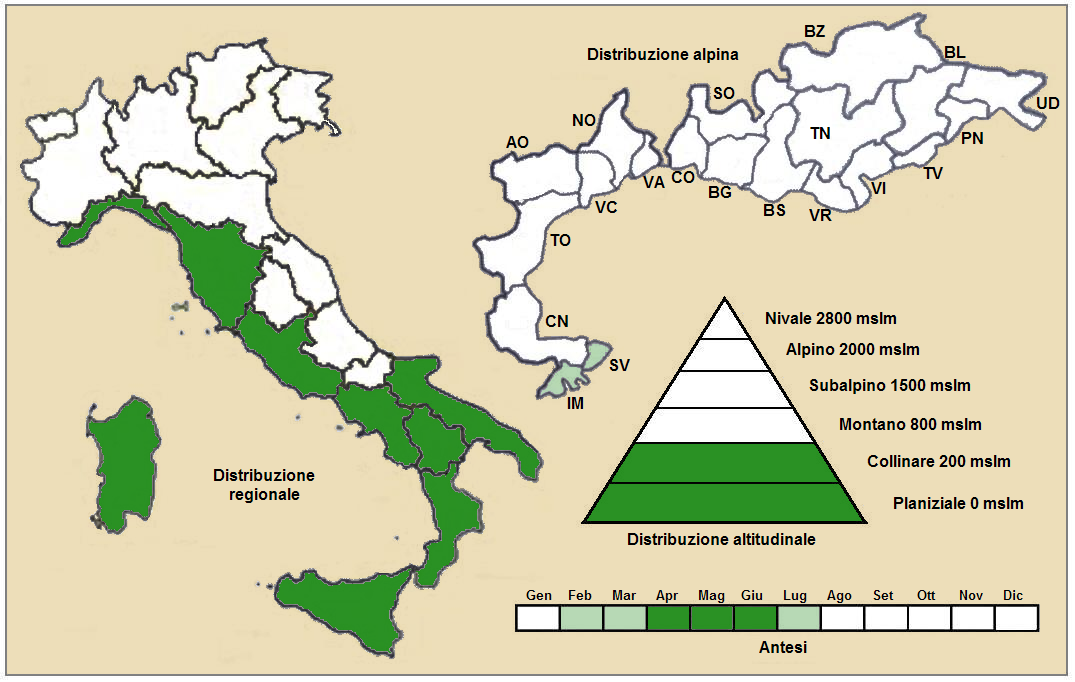
Distribuzione della pianta in territorio italiano
(distribuzione regionale – distribuzione alpina)

- Geoelemento: il tipo corologico (area di origine) è Steno-Mediterraneo Occidentale.
- Distribuzione: questa specie è distribuita nelle aree costiere calde della parte occidentale del bacino del Mediterraneo, dall'Europa meridionale (Portogallo, Spagna, Francia, compresa la Corsica, Italia, comprese Sardegna e Sicilia, Bosnia ed Erzegovina, Croazia, Macedonia, Montenegro, Serbia e Slovenia) al Nord Africa (Algeria, Marocco e Tunisia)[17]. In particolare in Italia è una specie rara e si trova soprattutto al Centro e al Sud principalmente nelle regioni tirreniche. Nella zona alpina può trovarsi nelle Alpi Liguri. Sugli altri rilievi europei collegati alle Alpi si trova nei Pirenei.

- Habitat: l'habitat tipico per questa specie sono le rupi calcaree presso il mare. Il substrato preferito è calcareo con pH basico, bassi valori nutrizionali del terreno che deve essere arido.
- Distribuzione altitudinale: sui rilievi queste piante si possono trovare fino a 800 m s.l.m.;frequentano quindi il seguente piano vegetazionale: collinare (oltre a quello planiziale – a livello del mare).

### Fitosociologia
Dal punto di vista fitosociologico Teucrium fruticans appartiene alla seguente comunità vegetale:
Formazione: delle comunità arbustive.
Ordine: Pistacio lentisci-Rhamnetalia alaterni

## Tassonomia
La famiglia di appartenenza della specie (Lamiaceae), molto numerosa con circa 250 generi e quasi 7000 specie, ha il principale centro di differenziazione nel bacino del Mediterraneo e sono piante per lo più xerofile (in Brasile sono presenti anche specie arboree). Per la presenza di sostanze aromatiche, molte specie di questa famiglia sono usate in cucina come condimento, in profumeria, liquoreria e farmacia. Il genere Teucrium si compone di circa 250 specie, una quindicina delle quali vivono in Italia. La distribuzione è subcosmopolita, ma per lo più extratropicale e con la maggiore diversità nell'areale mediterraneo. All'interno della famiglia questo genere è descritto nella sottofamiglia Ajugoideae. Nelle classificazioni meno recenti la famiglia del genere Teucrium è chiamata Labiatae.
Il numero cromosomico di T. fruticans è: 2n = 30.

### Variabilità

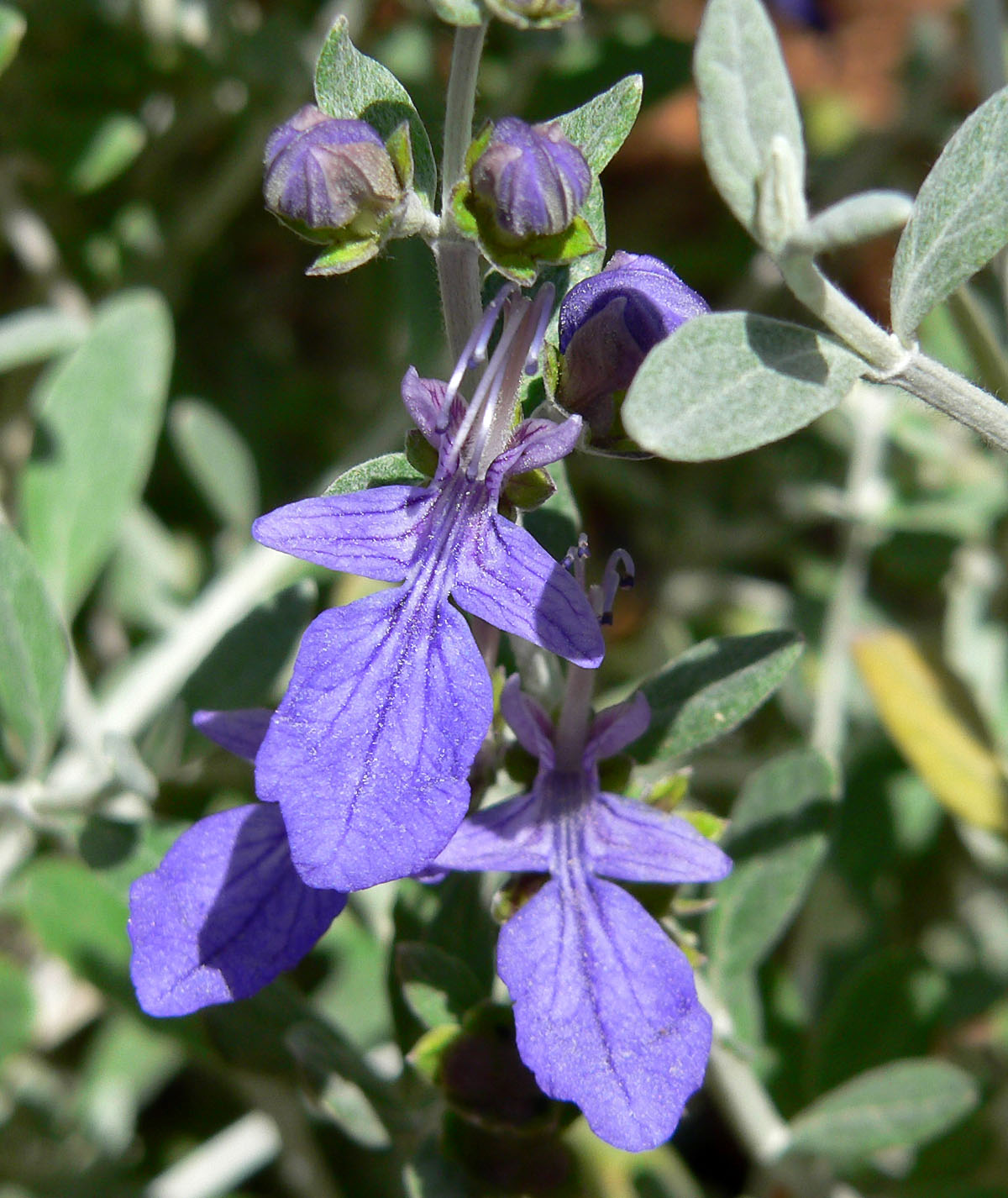
Varietà azzurra

La specie di questa voce è variabile nella forma della lamina fogliare. Normalmente le foglie sono più larghe alla base, ma a volte può avere una forma più o meno rombica (con la parte più larga a mezza foglia). Anche l'aspetto delle foglie può variare: il tomento può essere grigio, più o meno bianco o ferrugineo.
Nell'areale del Mediterraneo è presente la seguente sottospecie:
- Teucrium fruticans subsp. prostratum Gattef. & Maire, 1941 - Distribuzione: Marocco.

### Sinonimi
Questa entità ha avuto nel tempo diverse nomenclature. L'elenco seguente indica alcuni tra i sinonimi più frequenti:
- Chamaedrys latifolia (L.) Raf.
- Teucrium angustifolium  Salisb.
- Teucrium fruticans subsp. latifolium  (L.) P.Silva & Teles
- Teucrium fruticans var. latifolium  (L.) Schreb.
- Teucrium glomeratum  Cav.
- Teucrium latifolium  L.
- Teucrium tomentosum  Moench

## Usi
Come pianta ornamentale è spesso utilizzata per la realizzazione di siepi.

### Usi terapeutici
In erboristeria le foglie del camedrio femmina vengono utilizzate in infuso come diuretico.

## Altre notizie
Il camedrio fruticoso in altre lingue è chiamato nei seguenti modi:
- (DE)  Strauch-Gamander
- (FR)  Germandrée buissonnante
- (EN)  Shrubby Germander